# Borhane Alaouié
Pour les articles homonymes, voir Alaouié.
Borhane Alaouié (né le 1er avril 1941 à Arnoun, au Liban et mort le 9 septembre 2021 à Bruxelles) est un réalisateur libanais.

## Filmographie
- 1971 : Affiche contre affiche (court-métrage)
- 1971 : Forrière (moyen métrage)
- 1975 : Kafr kasem (Tanit d'or aux Journées cinématographiques de Carthage)
- 1978 : Il ne suffit pas que Dieu soit avec les pauvres
- 1981 : La Rencontre (ou Beyrouth la rencontre) (Beyroutou el lika)
- 1984 : Lettre du temps de guerre (A Letter from a Time of War) (documentaire)
- 1987 : Risala... min zamen el Harb
- 1993 : Guerre du Golfe... et après ? (Harb El Khalij... wa baad)
- 2006 : Khalass (خلص)